# Stanisław Krajewski (filozof)
Stanisław Krajewski (ur. 10 stycznia 1950 w Warszawie) – polski filozof żydowskiego pochodzenia, matematyk i publicysta, działacz mniejszości żydowskiej w Polsce. Profesor zwyczajny na Wydziale Filozofii Uniwersytetu Warszawskiego. Od 2012 do 2020 przewodniczący Rady Naukowej Instytutu Filozofii UW.

## Życiorys
Urodził się w rodzinie polsko-żydowskiej, jako syn filozofa Władysława Krajewskiego (1919–2006), wnuk działacza komunistycznego Władysława Stein-Krajewskiego (1886–1937) i Zofii Warskiej (1895–1937), prawnuk Adolfa Warskiego (1868–1937). Jako student matematyki, potem doktorant, w 1972 protestował przeciw zjednoczeniu studenckich organizacji młodzieżowych. Z powodów politycznych nie pozwolono mu pracować na uczelniach w Warszawie i Krakowie; mógł uczyć w Filii Uniwersytetu Warszawskiego w Białymstoku. 
Po powstaniu NSZZ Solidarność, od 1981 w Instytucie Matematycznym Polskiej Akademii Nauk, a od 1997 na Uniwersytecie Warszawskim. Uzyskał doktorat z matematyki, habilitację z filozofii i tytuł profesora nauk humanistycznych. Zajmował się logiką matematyczną i filozofią matematyki, potem również filozofią judaizmu i dialogu międzyreligijnego.
Poza pracami naukowymi przed 1989 publikował artykuły w prasie podziemnej (m.in. pod pseudonimami Abel Kainer, Plusminus i Piotr Kamil) oraz w pismach inteligencji katolickiej. W 1979 jeden ze współtwórców grupy samokształceniowej zwanej ŻUL (Żydowski Uniwersytet Latający). Członek Solidarności w latach 1980–1990.
Po 1989 roku współtworzył Towarzystwo Przyjaźni Polsko-Izraelskiej, Polską Radę Chrześcijan i Żydów (której współprzewodniczącym jest od początku) oraz Fundację Forum Żydowskie, w ramach której zainicjował „żydowski telefon zaufania”. W latach 1992–1998 członek komitetu wykonawczego Międzynarodowej Rady Chrześcijan i Żydów (ICCJ). Od 1997 do 2005 w zarządzie Związku Gmin Wyznaniowych Żydowskich w Polsce. Od 2002 do 2018 przewodniczący Sądu Polubownego Gminy Wyznaniowej Żydowskiej w Warszawie. Od 1991 do 2006 członek Międzynarodowej Rady Oświęcimskiej; od 2008 do 2021 członek Rady Państwowego Muzeum Auschwitz-Birkenau. Od 1992 do 2009 polski konsultant Amerykańskiego Komitetu Żydów (AJC). Członek zespołu opracowującego wystawę w Muzeum Historii Żydów Polskich POLIN.
14 kwietnia 2021 zrezygnował z członkostwa w Radzie Muzeum Auschwitz po nominacji do tego grona dla Beaty Szydło.
W grudniu 2021 został członkiem korespondentem Towarzystwa Naukowego Warszawskiego.

## Życie prywatne
Jest mężem artystki Moniki Krajewskiej, z którą ma dwóch synów.

## Twórczość

### Publikacje własne
Publikacje z logiki, filozofii matematyki, dialogu międzyreligijnego, historii Żydów, w tym książki:
- 2024: Small Numbers, Big Presence: Jews in Poland After World War II (Peter Lang, Berlin, ISBN 978-3-631-90084-0)
- 2022: Wybranie. O rozumieniu kilku terminów języka świętego (Austeria, Kraków, ISBN 978-83-7866-526-7)
- 2019: Żydzi w Polsce – i w Tatrach też (Austeria, Kraków, ISBN 978-83-7866-242-6)
- 2018: Was ich dem interreligiösen Dialog und dem Christentum verdanke, 5-77, Co zawdzięczam dialogowi międzyreligijnemu i chrześcijaństwu,  79-141 (Fundacja Judaica, Kraków, ISBN 978-83-936339-4-4).
- 2017: Co zawdzięczam dialogowi międzyreligijnemu i chrześcijaństwu, 1-67, What I Owe to Interreligious Dialogue and Christianity, 71-127 (Fundacja Judaica, Kraków, ISBN 978-83-936339-2-0).
- 2014: Żydzi i... (Austeria, ISBN 978-83-7866-029-3)
- 2014: (wraz z Michałem Hellerem) Czy fizyka i matematyka to nauki humanistyczne? (Copernicus Center Press, ISBN 978-83-62259-13-7)
- 2011: Czy matematyka jest nauką humanistyczną? (Copernicus Center Press, ISBN 978-83-62259-13-7)
- 2010: Nasza żydowskość (Austeria, ISBN 978-83-61978-44-2)
- 2007: Tajemnica Izraela a tajemnica Kościoła (Biblioteka „Więzi”, ISBN 978-83-60356-39-5)
- 2005: Poland and the Jews: reflections of a Polish Polish Jew (Austeria, ISBN 83-89129-22-1)
- 2004: 54 komentarze do Tory dla nawet najmniej religijnych spośród nas (Austeria, ISBN 83-89129-02-7)
- 2003: Twierdzenie Gödla i jego interpretacje filozoficzne: od mechanicyzmu do postmodernizmu (Wyd. Instytutu Filozofii i Socjologii PAN, ISBN 83-7388-017-8)
- 1997: Żydzi, judaizm, Polska (Vocatio, ISBN 83-7146-073-2)

### Książki współredagowane
- 2019: Theological Discourse and Logic, Logica universalis 13(4)/2019, eds. Marcin Trepczyński and Stanisław Krajewski.
- 2019: Journal of Applied Logics — IfCoLog Journal of Logics and their Applications, Special Issue “Concept of God”, Guest Editors: Stanisław Krajewski and Ricardo Silvestre, vol 6 (6)/2019.
- 2018: Poznanie i religia: epistemołogia religioznowo opyta w ruskoj i jewrejskoj fiłosofskoj mysli XX wieka (po ros.), red. Janusz Dobieszewski, Stanisław Krajewski, Jakub Mach (Wyd. UW WFiS, Warszawa)
- 2018: Epistemologia doświadczenia religijnego w XX-wiecznej filozofii rosyjskiej i żydowskiej, red. Janusz Dobieszewski, Stanisław Krajewski, Jakub Mach (Kraków: Universitas; ISBN 97883-242-3425-7)
- 2016: Studies in Logic, Grammar and Rhetoric 44 (57), 2016, Theology in Mathematics? (ed. by  Stanisław Krajewski and Kazimierz Trzęsicki); ISBN 978-83-7431-480-0
- 2012: Studies in Logic, Grammar and Rhetoric 27 (40), 2012, Papers on Logic and Rationality: Festschrift in Honour of Andrzej Grzegorczyk (ed. by Kazimierz Trzęsicki, Stanisław Krajewski, Jan Woleński); ISBN 978-83-7431-346-9
- 2009: Abraham Joshua Heschel: Philosophy, Theology and Interreligious Dialogue, ed. by Stanisław Krajewski and Adam Lipszyc, (Harrassowitz Verlag, Wiesbaden; ISBN 978-3-447-05920-6)
- 2008: Wspólna Radość Tory, pod red. Stanisława Krajewskiego i Zbigniewa Nosowskiego, (Warszawa: Polska Rada Chrześcijan i Żydów; ISBN 978-83-60356-66-1)
- 2007: Topics in Logic, Philosophy and Foundations of Mathematics and Computer Science.In Recognition of Professor Andrzej Grzegorczyk, ed. by S. Krajewski, V.W. Marek, G. Mirkowska, A. Salwicki and J. Woleński, (Amsterdam: IOS; ISBN 978-1-58603-814-4)